# Angioedema
O termo Angioedema refere-se ao inchaço (edema) localizado e auto-limitado da derme e submucosa. Ocorre em aproximadamente 15% da população geral e é mais comum em mulheres do que em homens.
Diversas síndromes podem cursar com angioedema, das quais podemos citar:
- Angioedema idiopático
- Angioedema alérgico ou mediado por IgE
- Angioedema hereditário
- Angioedema adquirido
- Angioedema associado a inibidores da enzima conversora de angiotensina
- Angioedema induzido por estímulos físicos (frio, calor, vibração, trauma, estresse emocional, luz ultravioleta)
- Síndrome do angioedema associado à citocinas (Síndrome de Gleich)